# Château d'Osaka
Le château d'Osaka (大坂城 / 大阪城, Ōsaka-jō) est un des châteaux les plus célèbres du Japon. Il a joué un rôle majeur durant l'unification du Japon au XVIe siècle au cours de l'une des dernières grandes révoltes contre les Tokugawa, réprimée lors des sièges d'Osaka en 1614 et 1615.
Le château est situé au cœur d'un parc de six hectares dans l'arrondissement de Chūō-ku. Il est construit sur deux plates-formes imbriquées soutenues par des murs de pierre, chacune donnant sur un fossé. Le tenshu (donjon) comporte cinq niveaux extérieurs et huit étages. Il est une attraction touristique majeure d'Osaka.

## Histoire

Le château d'Azuchi, qui servit de modèle au château d'Ōsaka.

En 1583, Toyotomi Hideyoshi commence la construction du château sur le site du temple Hongan-ji d'Ishiyama (石山本願寺, Ishiyama Hongan-ji), construit en 1496 par un moine de haut rang de la secte Jōdo Shinshū et détruit en 1580 par les troupes d'Oda Nobunaga.
Le plan de base est modelé d'après le château d'Azuchi, quartier général de ce dernier. Toyotomi veut construire une réplique du château d'Oda, mais le surpasse de toutes parts : le château est constitué de cinq étages sur un socle de pierre cachant trois étages souterrains et les poutres dorées impressionnent les visiteurs. Il est le plus grand château japonais de l'époque, construit pour être le centre du pouvoir du shōgunat de la famille Toyotomi.
La tour principale est achevée en 1585. Toyotomi continue à agrandir le château, le rendant de plus en plus difficile d'accès pour des attaquants. Le 5 septembre 1596, le château est endommagé lors du séisme Keicho Fushimi (ja). Le château est achevé dans son ensemble en 1598. Hideyoshi meurt, et le château d'Osaka passe à son fils, Toyotomi Hideyori.
En 1600, Tokugawa Ieyasu défait les troupes loyales à Hideyori, commandées par Ishida Mitsunari, à la bataille de Sekigahara, et commence sa prise de pouvoir à Edo (il devient shogun en 1603). En 1614, Tokugawa attaque Hideyori, qui avait commencé à rassembler des troupes, au cours de l'hiver. Bien que numériquement deux fois inférieures, les forces du clan Toyotomi remportent la bataille contre les 200 000 hommes de Tokugawa et parviennent à défendre les murs extérieurs du château. Le siège est levé et Toyotomi accepte de combler les douves extérieures.
A l'été 1615, Hideyori entreprend de creuser à nouveau la douve extérieure. Tokugawa, en représailles, renvoie ses armées sur le château d'Osaka et établit le siège du château le 4 juillet. Le château tombe aux mains de Tokugawa, et le clan Toyotomi disparaît. Le château de Toyotomi Hideyoshi est complètement détruit par un incendie ; il est possible que la seule partie du château original encore existante soit une porte, qui avait été démontée en 1602 et offerte au temple Hogonji sur l'île Chikubu du lac Biwa,.
En 1620, l'héritier du shogun, Tokugawa Hidetada, commence la reconstruction du château. Il reconstruit le tenshu, et ordonne aux clans de samouraïs de reconstruire les murs. Ce sont ces murs qui existent encore aujourd'hui. Il s'agit de blocs de pierre juxtaposés, sans mortier. La taille de certaines pierres dépasse largement les deux mètres dans toutes les dimensions. Le tenshu est détruit dans un incendie en 1665 après avoir été frappé par la foudre, et n'est pas reconstruit,.

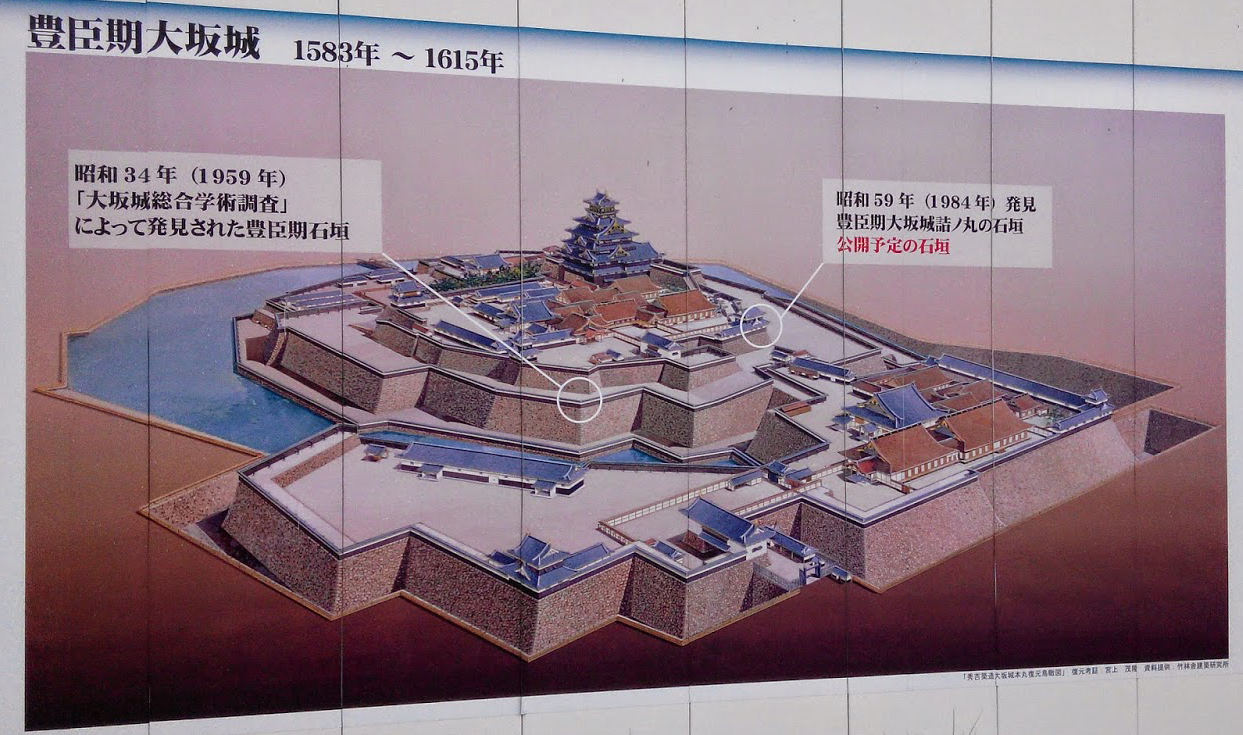
Château d'Ōsaka pendant la période des Toyotomi.
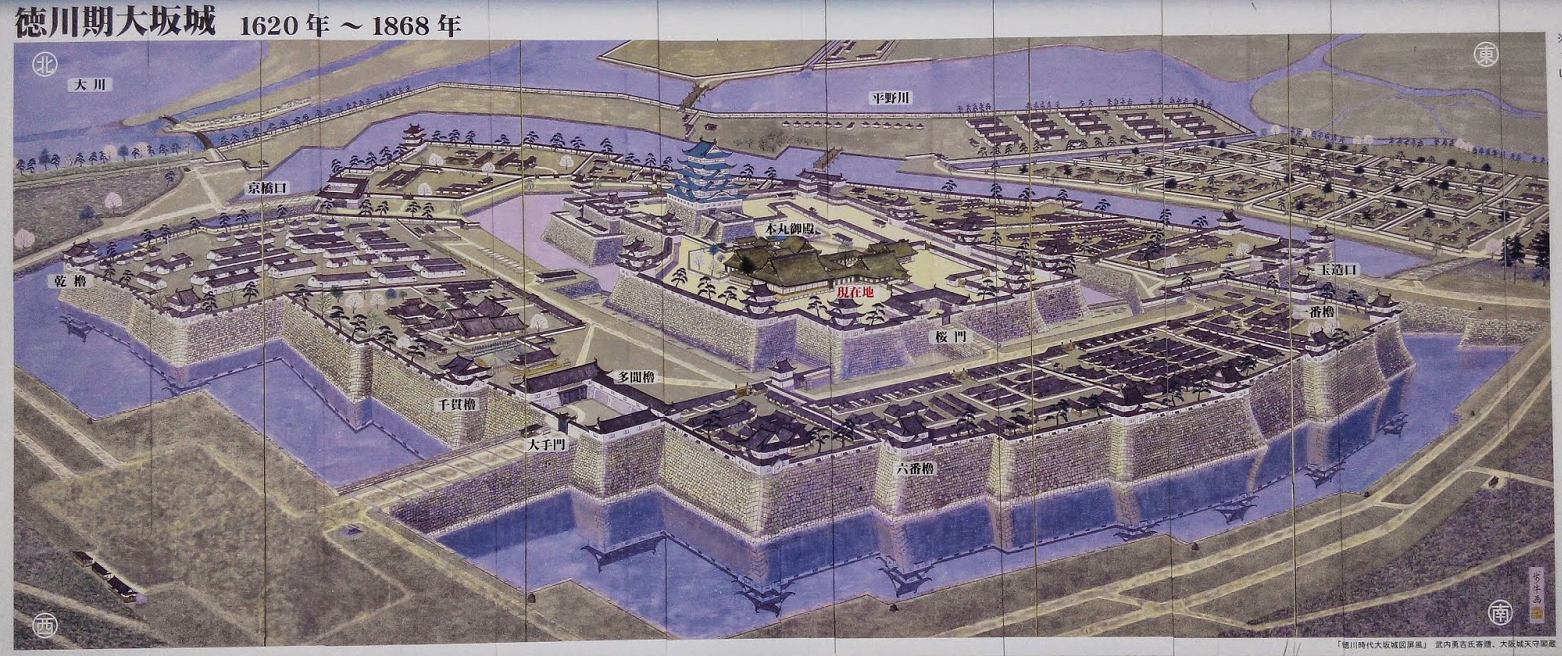
Château d'Ōsaka pendant l'époque d'Edo, après sa reconstruction.
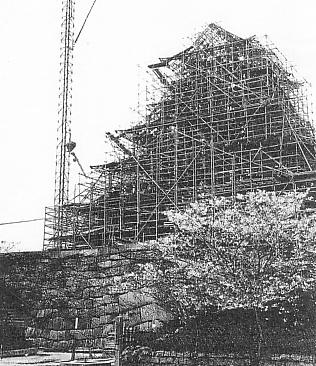
Le château d'Ōsaka lors de sa reconstruction en 1928.
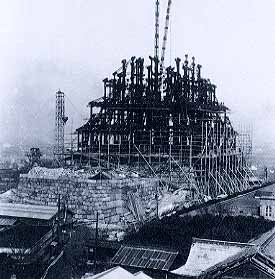
La reconstruction de la tour, au début des années 1930.
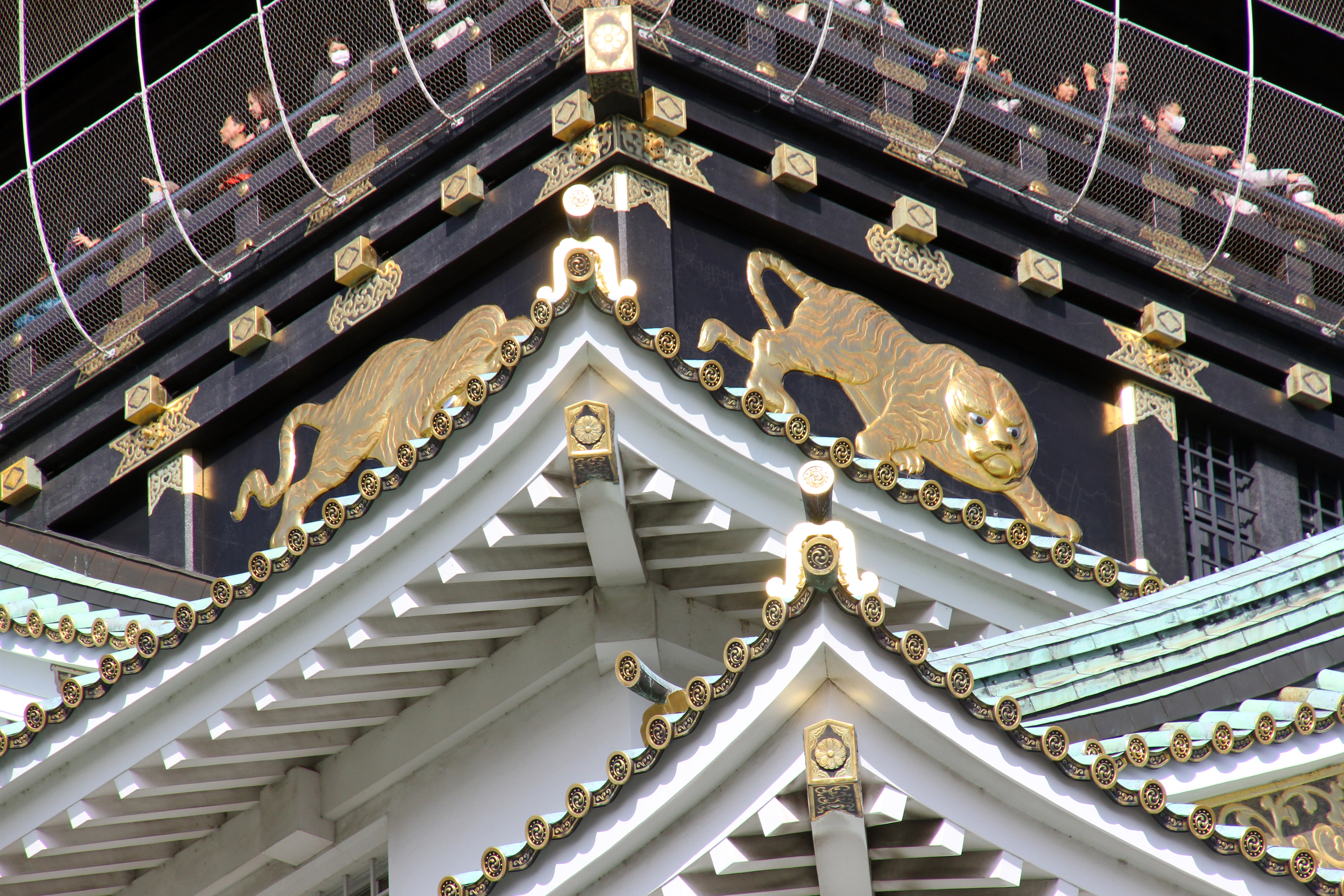
Décors après la restauration de 1997 ; détail.

En 1843 a lieu une collecte pour des réparations après des années de négligence. Plus tard, en 1868, une grande partie des bâtiments est détruite au cours des combats de la restauration de Meiji ; sous l'ère Meiji, le château est converti en baraquements pour la création d'une armée moderne de style occidental. En 1928, la mairie d'Osaka lance la reconstruction du tenshu, en béton armé.
Durant la Seconde Guerre mondiale, en 1942, le public n'a plus accès au château, dont l'usage est limité à une garnison militaire et à l'arsenal. En 1945, le château est endommagé par les raids aériens américains lors du bombardement d'Osaka.
À la fin du XXe siècle, en 1995, le gouvernement d'Osaka approuve un projet de nouvelle restauration pour rendre au tenshu sa splendeur ; cette restauration prend fin en 1997.

## Le château aujourd'hui
Le château abrite des expositions sur son histoire, de même que sur la vie et l'époque de Toyotomi Hideyoshi, sur la « guerre d'été d'Ōsaka » ainsi qu'une collection de plus de dix mille objets, avec par exemple des œuvres d'art tels des paravents ou de nombreux objets militaires. Le sommet de la tour offre une vue panoramique à cinquante mètres de hauteur. Il a accueilli sur l'année fiscale 2010 plus d'1,36 million de visiteurs et sur la période d'avril 2017 à mars 2018 (année fiscale 2017), 2,75 millions de visiteurs,,.
Dix structures liées au château sont considérées comme biens culturels importants : les portes Sakuramon et Ōtemon, cinq tourelles (yagura), deux entrepôts et le toit du puits Kinmeisui.

Quelques images du château
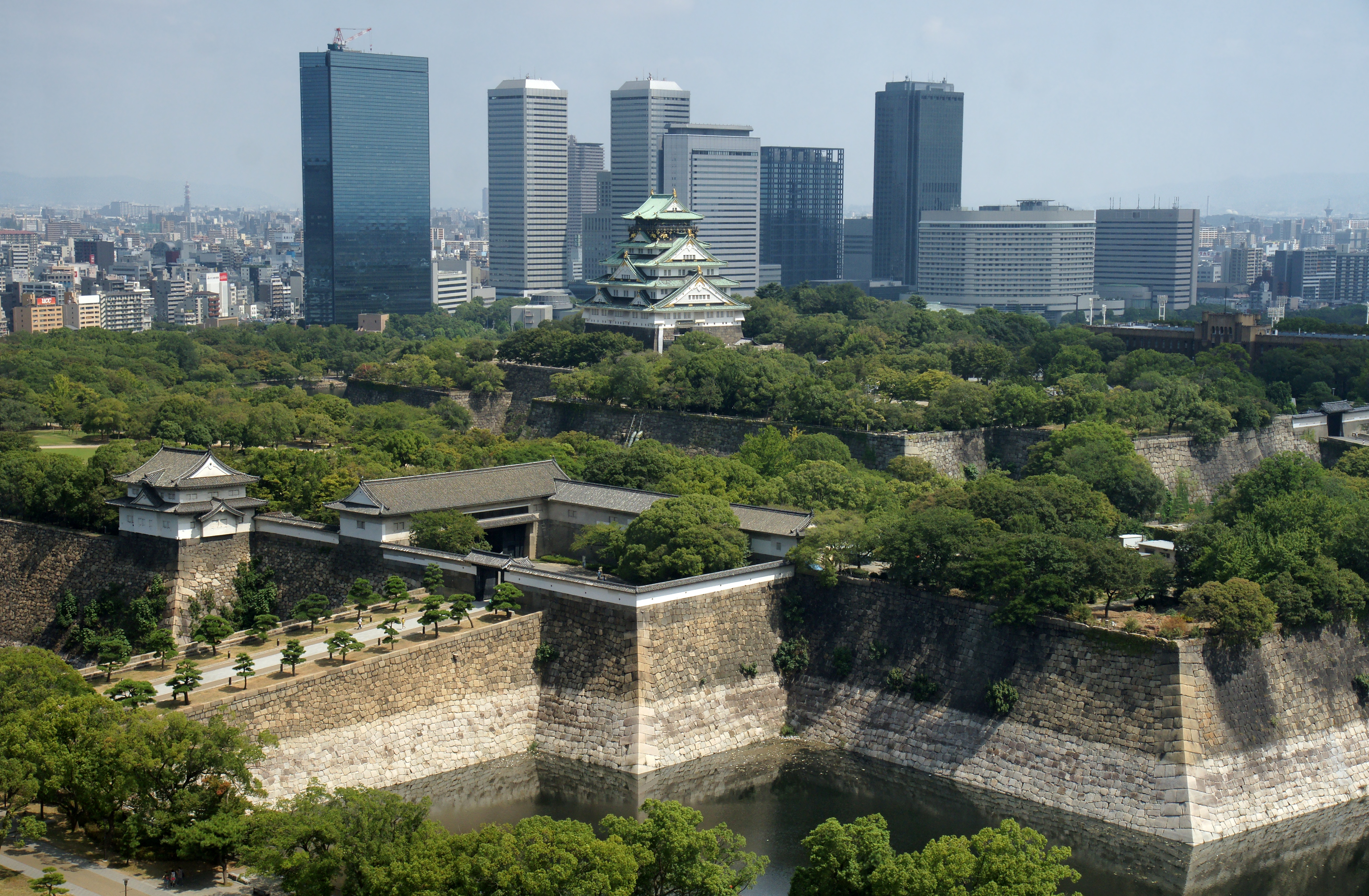
Château d'Ōsaka.
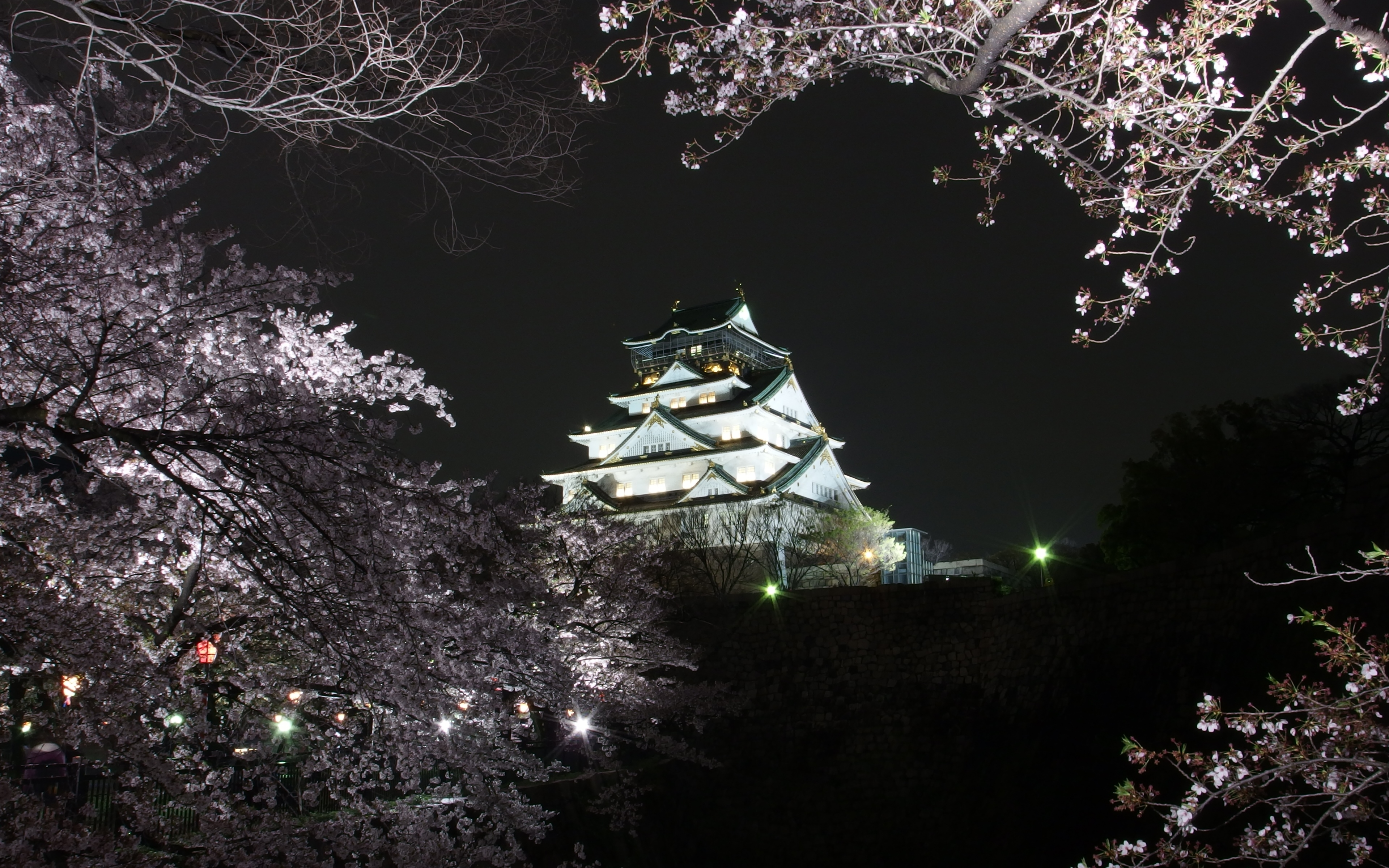
Château d'Ōsaka la nuit.
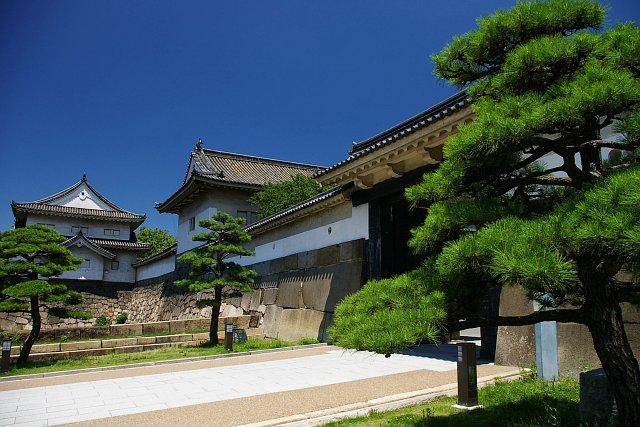
La porte Ōtemon (大手門?), au sud-ouest du site[2].
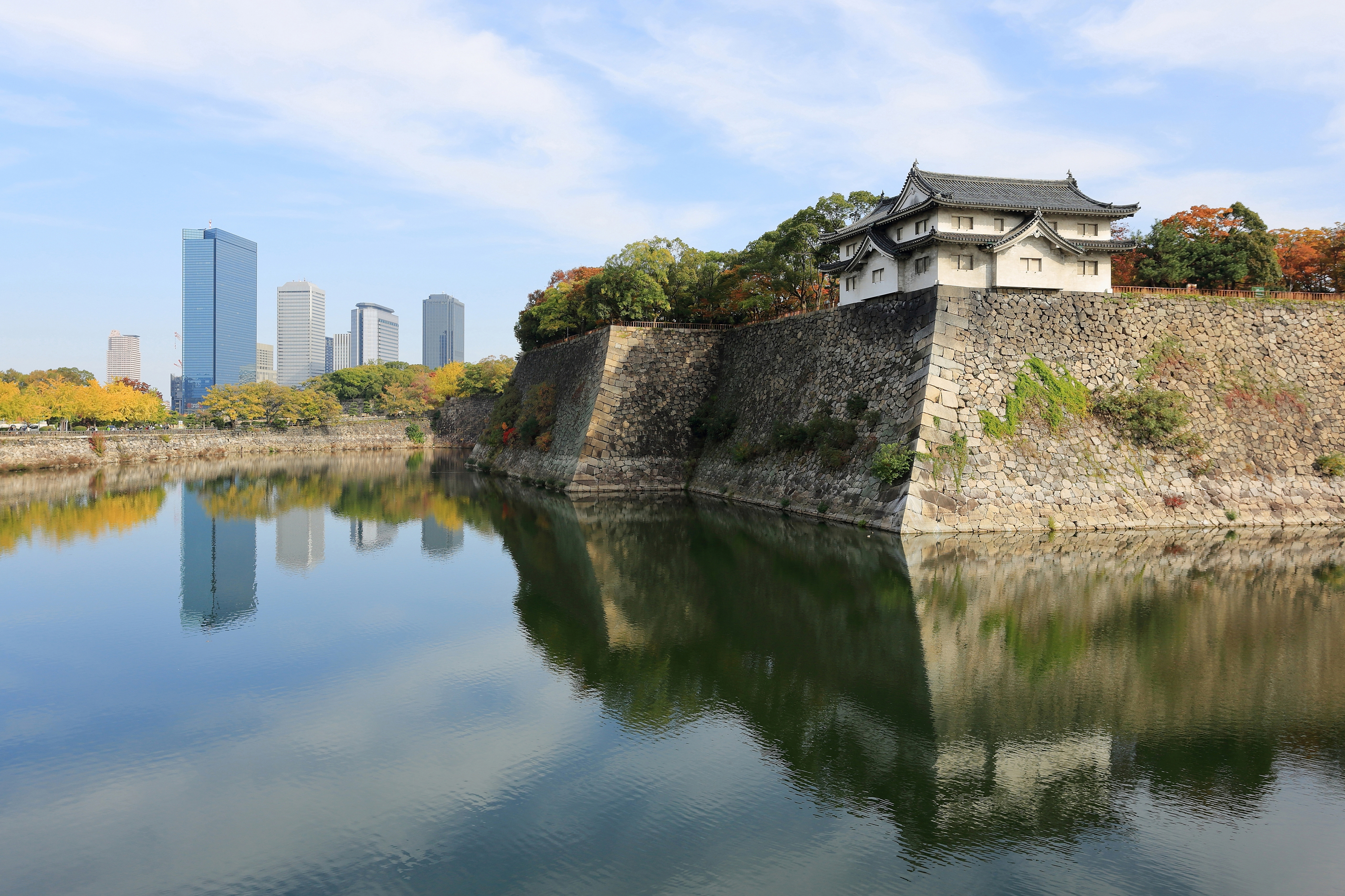
La tour de garde Inui (Inui-yagura), le quartier Osaka Business Park dans la perspective.
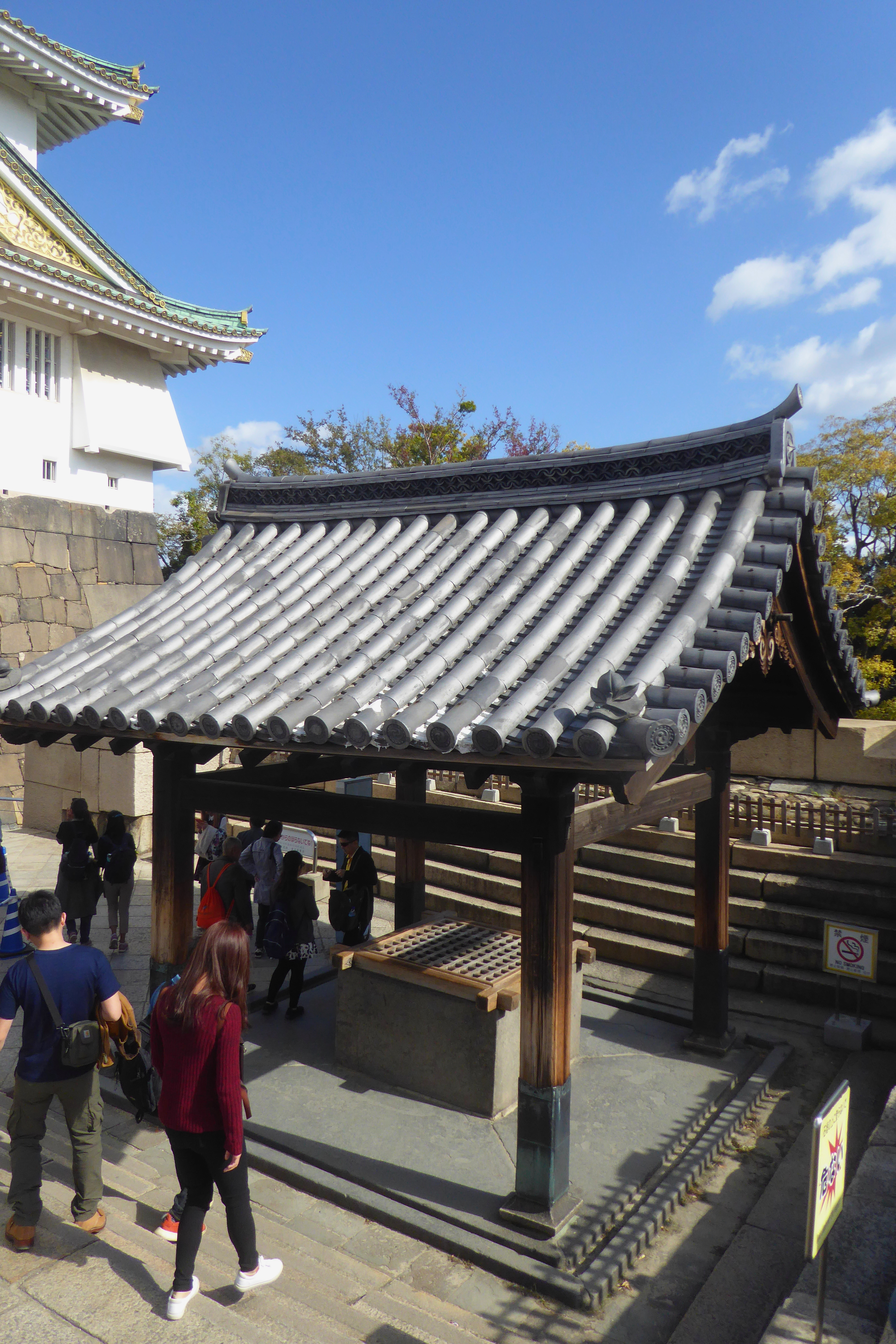
Toit du puits Kinmeisui.
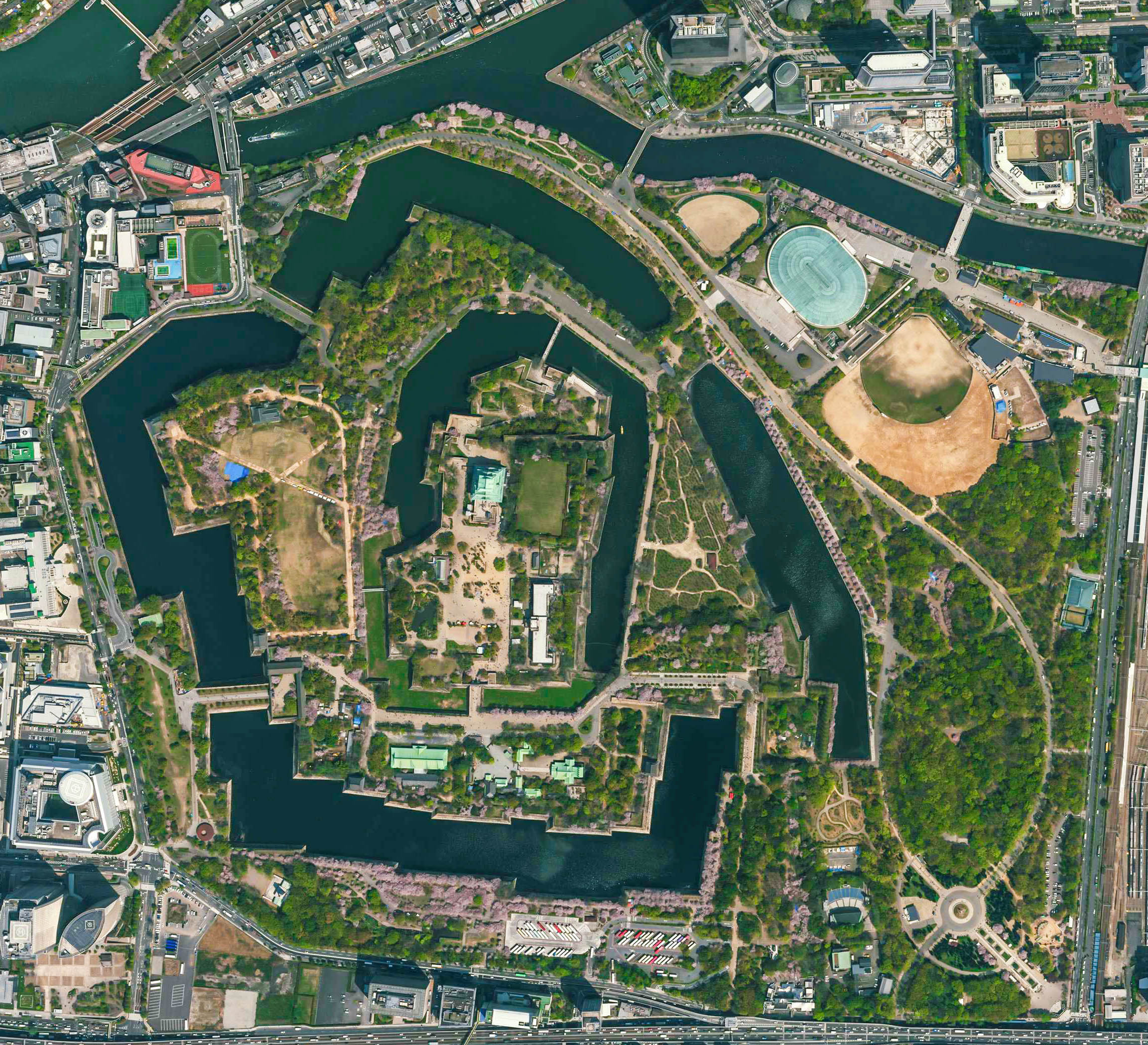
Vue aérienne (2017).

Le parc du château comprend des installations culturelles et sportives comme le Osaka-jō Hall, un terrain de baseball et une piste de jogging, ainsi que des jardins. Le bosquet de pruniers contient 1 270 arbres de plus de cent espèces, et le parc est classé parmi les cent meilleurs endroits du Japon pour le hanami, avec plus de 3 000 arbres des variétés somei yoshino et yama-zakura.